# الدوري الأردني 1955
إحصائيات الدوري الأردني لكرة القدم في موسم 1955.

## نظرة عامة
فاز نادي الجزيرة بالبطولة.

## وصلات خارجية
- موقع الاتحاد الأردني لكرة القدم